# صادق بوقی
صادق بنا متجدد (زادهٔ ۱۳۳۲) مرد ایرانی از تبار مردم گیلک و ساکن رشت در استان گیلان است که به‌عنوان بوقچی، لیدر و تبلیغاتچی کنار تیم‌های فوتبالی شمال ایران فعالیت می‌کرد و به همین دلیل به صادق بوقی معروف شد. انتشار فیلم رقصش در آذر ۱۴۰۲ با یک ترانهٔ فولکلور گیلکی در اینستاگرام، بازداشت او را در پی داشت که شماری از کاربران شبکه‌های اجتماعی با انتشار ویدئوهایی از رقص‌های گروهی، حمایت خود را از او نشان دادند.

## زندگی
صادق بنا متجدد در سال ۱۳۳۲ در بندر انزلی یا رشت به دنیا آمد. او سال‌ها به همراه برادرش، عباس متجدد، برای تیم‌های باشگاه فوتبال داماش گیلان و باشگاه فوتبال سپیدرود رشت لیدری کرد اما بعد از بازنشستگی، در بازار رشت به ماهی‌فروشی مشغول شد. در این سال‌ها به‌طور خودجوش در بازار آواز می‌خواند و می‌رقصد و در میان مردم آن شهر علاقمندان بسیاری دارد.

## رقص
آذر ۱۴۰۲، فیلم رقصی از صادق بوقی با همراهی همصنفی‌های جوانش با یک ترانهٔ فولکلور گیلکی در اینستاگرام منتشر شد. ترانه میرم از شهر تو ای نامهربون که برای اولین بار در سال ۱۳۵۱ با صدای ناصر ابراهیم‌نژاد با نام هنری کیوان منتشر شد. اما ترانه‌ای که صادق بوقی می‌خواند شعر گیلکی طَنزآمیزی داشت. این اجرای او موجی از دابسمش‌های کاربران شبکه‌های اجتماعی را در پی داشت.
مدتی پس از انتشار فیلم، صفحه اینستاگرام او با ۱۲۸ هزار دنبال‌کننده از سوی پلیس فتا مسدود شد و پیامی مبنی بر رصد «فعالیت‌های مجرمانه» شهروندان در آن منتشر شد. در همین زمان فرماندهی انتظامی گیلان اعلام کرد که در همین ارتباط ۱۲ نفر دستگیر شده‌اند و شایعه بازداشت صادق بوقی هم قوت گرفت. شماری از کاربران شبکه‌های اجتماعی با انتشار ویدئوهایی از رقص‌های گروهی، حمایت خود را از او نشان دادند و درپی افزایش حمایت‌های شهروندان، پلیس گیلان بازداشت او را تکذیب کرد و صفحه اینستاگرام او دوباره بازگردانده شد. تعداد دنبال کننده‌های صفحه اینستاگرام صادق بوقی، ۵ روز بعد از باز شدن مجدد به ۱ میلیون نفر رسید.

## واکنش‌ها
خبر دستگیری صادق بوقی واکنش‌هایی از طرف هنرمندان و چهره‌های شاخص سیاسی، اجتماعی و فرهنگی به همراه داشت. از جمله اولین منتقدان به برخوردهای انتظامی و قضایی با رقص و شادی صادق بوقی در بازار رشت، عزت‌الله ضرغامی، وزیر میراث فرهنگی، گردشگری و صنایع دستی ایران بود که گفت، اگر او رقص را در ایام مذهبی انجام می‌داد، تشویق هم می‌شد. محسن مهدیان، مدیرمسئول همشهری هم در سرمقاله این روزنامه نوشته که برخی مسئولان ایران در مواجهه با مسائل اجتماعی خواسته یا ناخواسته «هیزم آتش» می‌شوند.
عباس عبدی، فعال سیاسی، در یادداشتی تحت عنوان «درسی که صادق بوقی داد» در اعتماد نوشت که این ماجرا می‌تواند درسی آموزنده برای سیاستگذاران باشد و اتفاقاً همین درس را می‌توانند به مسئله حجاب نیز تسری دهند. از نظر محمدجواد آذری جهرمی، هدف پوشش خبر صادق بوقی از سوی رسانه‌های وابسته به جناح اصول‌گرایان، «پایین کشیدن ماجرای فساد میلیارد دلاری چای دبش از منظر افکار عمومی» بود. همراه با آواز خواندن و رقص صادق بوقی، واژه‌ی « او » تکرار می شود.